# 赤坂ドリブンズ
赤坂ドリブンズ（あかさかドリブンズ）は、競技麻雀のチーム対抗戦のナショナルプロリーグ・Mリーグのチーム。博報堂DYメディアパートナーズがオーナー企業となり、2018年に設立された。Mリーグの初代優勝チーム。2024-25レギュラーシーズン終了直後の2025年4月1日からは、博報堂DYメディアパートナーズの全事業を引き継いだ博報堂がオーナーとなっている。

## 概要
Mリーグ初年度に園田賢、村上淳、鈴木たろうという各団体におけるトップリーグ所属選手を起用し優勝を飾るなど、特に実力を重視するチーム編成を特色とする。チームマスコットは「Drivens」のロゴを変形させたサイ。
チーム運営面でも特色があり、監督の越山剛の「（ドリブンズを応援したいと思う企業が）サポーターやファンの方同様にただ愛してくれればそれで十分」「日本を代表するクライアントが麻雀界・麻雀チームにスポンサーとして入ってきてほしいが、他のスポンサーが入っていたら入りづらいところもあるだろう」との意向もあり、Mリーグ参加9チームで唯一チームスポンサー契約を結んでいない。一方で、2020-21シーズン以降はMリーグ対戦中の楽屋での控え選手による感想戦を公式YouTubeチャンネルから生配信する「クラブハウスLIVE中継」を行うなど、ファン拡大のための独自の試みを展開している。

## 略歴
2018-19シーズン
2018年8月7日に行われた第1回Mリーグドラフト会議において、1巡目に無冠ながら最高位戦準優勝の経験を持つ園田賢、2巡目に最高位3期などの実績を持つ村上淳、3巡目に雀王4期・最強位などの実績をもつ鈴木たろう を指名した。3巡目のたろうは、渋谷ABEMAS・U-NEXT Piratesと重複指名となったが、監督の越山剛が当たりクジを引き当て、獲得となった。
レギュラーシーズンでは、無冠で知名度が低かった園田が、一時個人首位に立つなどチームを牽引。11月から1月までEX風林火山と首位争いを繰り広げたものの、2月に大きく崩れ4位転落。辛くもファイナル出場圏内に踏みとどまった。ファイナルシーズンでは、初日から3連勝を決めるなど終始強さを見せた。たろうの+339.2ptを筆頭に、個人成績3位までを独占し、初年度優勝チームに輝いた。
2019-20シーズン
2019年7月9日に行われた第2回Mリーグドラフト会議では、レギュレーション改定によりチーム選手の男女混合が義務付けられた。4人目の選手として、最高位戦より丸山奏子 を指名した。丸山はプロ2年目の無名選手であるが、「育成枠」と位置付けられ、既存3選手の指導を受けながら参戦することとなった。
レギュラーシーズンでは、昨年の稼ぎ頭だった園田が大不振に陥り、たろうも不調で新規参戦の丸山の登板機会を作れないという苦しい状況が続き、一時チームポイントが-500を下回るなど危機的状態となった。しかし、1月下旬からようやく復調し、チーム4連勝を飾るなどセミファイナル進出圏内を猛追した。終盤6位に立っていたPiratesと激しく競り合い、シーズン最終戦でトップを取ればセミファイナル進出という条件を残したものの、村上は4着となり7位でレギュラーシーズン敗退となった。園田、たろう、丸山が苦戦を強いられた中で、村上が個人成績2位に入るなど孤軍奮闘が目立った。
2020-21シーズン
レギュラーシーズンでは開幕から7戦5トップの村上を筆頭にチームポイントを300まで積み上げ、風林火山と首位を争うものの、11月後半の大きな4連続ラスとそこからの16戦1トップとチーム全体で大不調に陥る。2月後半の時点で最下位にまでポイントを減らしたが、ラスト7試合を全連対で終え最終的には3位でレギュラーシーズンを終えた。
セミファイナル序盤は下位3チームとボーダー争いになるものの、4日目に1試合目の園田が6万点を超える大トップを獲得すると、2試合目のたろうが四暗刻をアガリまたしても6万点越えの大トップを決め、ファイナル進出を決定づけた。
ファイナルシリーズはトップが取れない苦しい展開が続くものの、最終戦で村上がトップを決め有終の美を飾り、総合4位でシーズンを終えた。なお、現状3位の可能性すら限りなく0に近い状態であったドリブンズの最終戦における村上の打ち方は麻雀の目無し問題に於いて物議を醸すことになった。
2021-22シーズン
レギュラーシーズン序盤、ここまでチームを牽引した村上が4連続の箱ラスという記録的な大敗により、10月後半に早くも-300ptの危険水域に突入してしまう。園田・たろう・丸山がポイントをプラスし、11月序盤の4連勝と年明けの4連対でボーダーに何度か追いつくものの、最終盤での失速と例年よりも大幅に高いボーダーラインが響き、レギュラーシーズン7位で敗退となった。
2022-23シーズン
開幕戦で園田がトップを獲得するものの、そこからチーム全体で17試合連続ノートップの大不振で、昨シーズン同様10月後半にはポイントが-300台に突入。村上・丸山は2月中旬までトップを取る事が出来ず、たろうも年明けに大不調に陥り、一時ポイントが-700に迫る状態であった。フェニックスをかわすことには成功するが、最終盤までにボーダーとの差を埋めることが出来ず、レギュラーシーズン7位で敗退となった。3人が3桁のマイナスを記録する中、園田が35戦12トップで個人4位まで浮上し、レギュラーシーズン最終戦で意地のトップを飾った。
規定により選手の入れ替えを行う必要があったドリブンズは、2023年5月29日に園田とたろうの契約を更改、村上と丸山の契約を満了した。
2023-24シーズン
2023年6月30日に行われた第6回Mリーグドラフト会議では、女流雀士として、ドリブンズが非公開で実施したセレクション（トライアウト）で合格した浅見真紀を指名。もう一人は、監督の越山が「以前から『この選手がうちに入ったらいいな』と思っていた」という、天鳳位を3度獲得するなどオンライン麻雀の雄である渡辺太を指名した。序盤は園田が孤軍奮闘する形でチームを牽引すると、中盤には太・浅見がプラスポイントに転じ、2月下旬にはたろうのMリーグ記録となる112,800点 (132.8pt) の特大トップでチームスコアが一時+500を超える状態へ。最終的には+345.3ptでレギュラーシーズンを終えたが、チームとして初めてプラスポイントでレギュラーシーズンを終えることとなった。セミファイナルも終始安定した状態で3年ぶりのファイナルにたどり着くものの、Piratesのスコアを逆転することが叶わず、総合2位でシーズンを終えた。
2024-25シーズン
レギュラーシーズンではスタートダッシュに失敗するものの、10月にたろうが+100ptオーバーの大トップを獲得すると、11月には首位を独走していたフェニックスを逆転。さらにポイントを伸ばし年内を672.2ptで終えると、浅見の年跨ぎ5連勝や1月の3度の同日連勝で、Piratesが記録したシーズン最高スコア（887.6pt）を上回り、第184戦で1000pt超えを達成。最終的には前年のPiratesのシーズン最高スコアを更に200pt以上上回る1,115.5ptを記録し、この年から創設された「レギュラーシーズン1位」の表彰を受けた。

## 所属選手
| シーズン | 選手   | 選手     | 選手       | 選手     |
| -------- | ------ | -------- | ---------- | -------- |
| 2018-19  | 園田賢 | 村上淳   | 鈴木たろう |          |
| 2019-20  | 園田賢 | 村上淳   | 鈴木たろう | 丸山奏子 |
| 2020-21  | 園田賢 | 村上淳   | 鈴木たろう | 丸山奏子 |
| 2021-22  | 園田賢 | 村上淳   | 鈴木たろう | 丸山奏子 |
| 2022-23  | 園田賢 | 村上淳   | 鈴木たろう | 丸山奏子 |
| 2023-24  | 園田賢 | 浅見真紀 | 鈴木たろう | 渡辺太   |
| 2024-25  | 園田賢 | 浅見真紀 | 鈴木たろう | 渡辺太   |
| 2025-26  | 園田賢 | 浅見真紀 | 鈴木たろう | 渡辺太   |

## 監督
赤坂ドリブンズの監督を務める越山 剛（こしやま ごう、1973年3月23日 - ）は、最高位戦日本プロ麻雀協会に所属するプロ雀士であり、広告代理店である博報堂の社員でもある。東京都大田区出身で、血液型はO型。
越山は1996年に博報堂に入社したのち、同社の営業局に在籍していた。2000年からは博報堂DYメディアパートナーズのスポーツ事業局に異動となり、スポーツ関連のマネジメント事業などをこなす。その後はビジネス開発局への在籍期間を挟み、2015年からは博報堂コンテンツビジネス室所属となった。その一方で越山は2014年に最高位戦日本プロ麻雀協会の第39期後期会員として麻雀プロとなった。その後、2018年のMリーグ発足に際し、初代チェアマンの藤田晋が社長を務めるサイバーエージェントと交流のあった博報堂がチームのサポート企業として参入することになり、藤田とも関わりのあった越山がチーム監督として起用された。赤坂ドリブンズの監督としては、メンバースカウトや出場選手の決定役などを務めている。個人としては、2020年時点で最高位戦のD2リーグに所属している。

## チーム成績

### 総合成績
‎
‎
‎
‎
‎
‎
‎

### レギュラーシーズン
| シーズン | 順位 | 総合   | 選手・得点 | 選手・得点 | 選手・得点 | 選手・得点 | 選手・得点 | 選手・得点 | 選手・得点 | 選手・得点 |
| -------- | ---- | ------ | ---------- | ---------- | ---------- | ---------- | ---------- | ---------- | ---------- | ---------- |
| 2018-19  | 4位  | ▲8.7   | 園田賢     | 123.2      | 鈴木たろう | 30.1       | 村上淳     | ▲162.0     |            |            |
| 2019-20  | 7位  | ▲276.3 | 村上淳     | 366.7      | 鈴木たろう | ▲125.6     | 丸山奏子   | ▲139.8     | 園田賢     | ▲377.6     |
| 2020-21  | 3位  | ▲3.2   | 村上淳     | 122.9      | 鈴木たろう | 6.5        | 園田賢     | ▲28.7      | 丸山奏子   | ▲103.9     |
| 2021-22  | 7位  | ▲263.8 | 鈴木たろう | 132.0      | 丸山奏子   | 45.0       | 園田賢     | ▲56.7      | 村上淳     | ▲384.1     |
| 2022-23  | 7位  | ▲514.3 | 園田賢     | 262.1      | 丸山奏子   | ▲141.6     | 村上淳     | ▲307.5     | 鈴木たろう | ▲327.3     |
| 2023-24  | 2位  | 345.3  | 鈴木たろう | 211.2      | 園田賢     | 205.1      | 渡辺太     | 36.2       | 浅見真紀   | ▲107.2     |
| 2024-25  | 1位  | 1115.5 | 園田賢     | 398.6      | 鈴木たろう | 262.5      | 浅見真紀   | 255.1      | 渡辺太     | 199.3      |

### セミファイナル
| シーズン | 結果                   | 総合                   | 持越                   | セミファイナル         | 選手・得点             | 選手・得点             | 選手・得点             | 選手・得点             | 選手・得点             | 選手・得点             | 選手・得点             | 選手・得点             |
| -------- | ---------------------- | ---------------------- | ---------------------- | ---------------------- | ---------------------- | ---------------------- | ---------------------- | ---------------------- | ---------------------- | ---------------------- | ---------------------- | ---------------------- |
| 2019-20  | レギュラーシーズン敗退 | レギュラーシーズン敗退 | レギュラーシーズン敗退 | レギュラーシーズン敗退 | レギュラーシーズン敗退 | レギュラーシーズン敗退 | レギュラーシーズン敗退 | レギュラーシーズン敗退 | レギュラーシーズン敗退 | レギュラーシーズン敗退 | レギュラーシーズン敗退 | レギュラーシーズン敗退 |
| 2020-21  | 3位                    | 26.6                   | ▲1.6                   | 28.2                   | 鈴木たろう             | 58.4                   | 園田賢                 | 52.3                   | 丸山奏子               | ▲0.9                   | 村上淳                 | ▲81.6                  |
| 2021-22  | レギュラーシーズン敗退 | レギュラーシーズン敗退 | レギュラーシーズン敗退 | レギュラーシーズン敗退 | レギュラーシーズン敗退 | レギュラーシーズン敗退 | レギュラーシーズン敗退 | レギュラーシーズン敗退 | レギュラーシーズン敗退 | レギュラーシーズン敗退 | レギュラーシーズン敗退 | レギュラーシーズン敗退 |
| 2022-23  | レギュラーシーズン敗退 | レギュラーシーズン敗退 | レギュラーシーズン敗退 | レギュラーシーズン敗退 | レギュラーシーズン敗退 | レギュラーシーズン敗退 | レギュラーシーズン敗退 | レギュラーシーズン敗退 | レギュラーシーズン敗退 | レギュラーシーズン敗退 | レギュラーシーズン敗退 | レギュラーシーズン敗退 |
| 2023-24  | 4位                    | 37.8                   | 172.7                  | ▲134.9                 | 渡辺太                 | 116.1                  | 園田賢                 | 58.6                   | 浅見真紀               | ▲68.3                  | 鈴木たろう             | ▲241.3                 |
| 2024-25  | 1位                    | 714.8                  | 557.8                  | 157                    | 鈴木たろう             | 133.7                  | 浅見真紀               | 63.2                   | 園田賢                 | 0.5                    | 渡辺太                 | ▲40.1                  |

### ファイナル
| シーズン | 結果                   | 総合                   | 持越                   | ファイナル             | 選手・得点             | 選手・得点             | 選手・得点             | 選手・得点             | 選手・得点             | 選手・得点             | 選手・得点             | 選手・得点             |
| -------- | ---------------------- | ---------------------- | ---------------------- | ---------------------- | ---------------------- | ---------------------- | ---------------------- | ---------------------- | ---------------------- | ---------------------- | ---------------------- | ---------------------- |
| 2018-19  | 優勝                   | 594.5                  | -4.3                   | 598.8                  | 鈴木たろう             | 339.2                  | 村上淳                 | 162.1                  | 園田賢                 | 97.5                   |                        |                        |
| 2019-20  | レギュラーシーズン敗退 | レギュラーシーズン敗退 | レギュラーシーズン敗退 | レギュラーシーズン敗退 | レギュラーシーズン敗退 | レギュラーシーズン敗退 | レギュラーシーズン敗退 | レギュラーシーズン敗退 | レギュラーシーズン敗退 | レギュラーシーズン敗退 | レギュラーシーズン敗退 | レギュラーシーズン敗退 |
| 2020-21  | 4位                    | ▲59.7                  | 13.3                   | ▲73.0                  | 村上淳                 | 95.7                   | 丸山奏子               | ▲13.8                  | 鈴木たろう             | ▲38.3                  | 園田賢                 | ▲116.6                 |
| 2021-22  | レギュラーシーズン敗退 | レギュラーシーズン敗退 | レギュラーシーズン敗退 | レギュラーシーズン敗退 | レギュラーシーズン敗退 | レギュラーシーズン敗退 | レギュラーシーズン敗退 | レギュラーシーズン敗退 | レギュラーシーズン敗退 | レギュラーシーズン敗退 | レギュラーシーズン敗退 | レギュラーシーズン敗退 |
| 2022-23  | レギュラーシーズン敗退 | レギュラーシーズン敗退 | レギュラーシーズン敗退 | レギュラーシーズン敗退 | レギュラーシーズン敗退 | レギュラーシーズン敗退 | レギュラーシーズン敗退 | レギュラーシーズン敗退 | レギュラーシーズン敗退 | レギュラーシーズン敗退 | レギュラーシーズン敗退 | レギュラーシーズン敗退 |
| 2023-24  | 2位                    | 184.3                  | 18.9                   | 165.4                  | 園田賢                 | 214.5                  | 渡辺太                 | ▲1.3                   | 鈴木たろう             | ▲22.8                  | 浅見真紀               | ▲25                    |
| 2024-25  | 3位                    | 282.9                  | 357.4                  | ▲74.5                  | 鈴木たろう             | 132.3                  | 浅見真紀               | 12.7                   | 園田賢                 | ▲40.1                  | 渡辺太                 | ▲179.4                 |

## 個人成績

### レギュラーシーズン通算成績
| 選手名     | 半荘 | Pt     | 平均 | 最高点  | 1着率 | 連対率 | 回避率 | 平着 | 1着 | 1.5 | 2着 | 2.5 | 3着 | 3.5 | 4着 |
| ---------- | ---- | ------ | ---- | ------- | ----- | ------ | ------ | ---- | --- | --- | --- | --- | --- | --- | --- |
| 園田賢     | 201  | 526.0  | 2.6  | 84,100  | 27.4% | 51.7%  | 75.1%  | 2.46 | 55  | 0   | 49  | 1   | 46  | 0   | 50  |
| 渡辺太     | 52   | 235.5  | 4.5  | 49,600  | 23.1% | 63.5%  | 86.5%  | 2.27 | 12  | 0   | 21  | 0   | 12  | 0   | 7   |
| 鈴木たろう | 182  | 189.4  | 1.0  | 112,800 | 29.1% | 49.5%  | 72.0%  | 2.50 | 53  | 0   | 37  | 0   | 40  | 1   | 51  |
| 浅見真紀   | 38   | 147.9  | 3.9  | 55,200  | 34.2% | 50.0%  | 71.1%  | 2.45 | 13  | 0   | 6   | 0   | 8   | 0   | 11  |
| 丸山奏子   | 44   | ▲340.3 | ▲7.7 | 60,500  | 20.5% | 40.9%  | 65.9%  | 2.73 | 9   | 0   | 9   | 0   | 11  | 0   | 15  |
| 村上淳     | 119  | ▲364.0 | ▲3.1 | 68,600  | 22.7% | 47.1%  | 77.3%  | 2.53 | 27  | 0   | 29  | 0   | 36  | 0   | 27  |
| チーム通算 | 636  | 394.5  | 0.6  | 112,800 | 26.6% | 50.3%  | 74.7%  | 2.48 | 169 | 0   | 151 | 1   | 153 | 1   | 161 |

### 獲得タイトル
- 最高スコア

鈴木たろう 2023-24

## 役満
| シーズン | シリーズ       | 通算回          | 日付・曜日・回 | 日付・曜日・回 | 日付・曜日・回 | 局         | 役       | 東家       | 南家     | 西家       | 北家     | 出典 |
| -------- | -------------- | --------------- | -------------- | -------------- | -------------- | ---------- | -------- | ---------- | -------- | ---------- | -------- | ---- |
| 2020-21  | セミファイナル | 第12戦/全24戦   | 2021年4月20日  | 火             | 第2戦          | 東3局      | 四暗刻   | 二階堂亜樹 | 黒沢咲   | 鈴木たろう | 松本吉弘 |      |
| 2022-23  | レギュラー     | 第157戦/全188戦 | 2023年2月23日  | 木             | 第1戦          | 南4局3本場 | 国士無双 | 堀慎吾     | 近藤誠一 | 園田賢     | 黒沢咲   |      |
| 2024-25  | レギュラー     | 第214戦/全216戦 | 2025年3月27日  | 木             | 第2戦          | 南3局2本場 | 国士無双 | 堀慎吾     | 園田賢   | 松ヶ瀬隆弥 | 白鳥翔   |      |

 和了者   放銃者 

## 関連人物
- 鈴木聡一郎 - 広報担当
- 阿部柊太朗 - 専属記者